# Attentato al DAS Building
L'attentato al DAS Building fu un attacco con autobomba a Bogotá alle 7:30 del 6 dicembre del 1989, che colpì i quartieri generali del DAS.
Un camion parcheggiato vicino all'edificio esplose, uccidendo 57 persone istantaneamente e ferendone 2.248. Lo scoppio della bomba, una dinamite di circa 7 tonnellate, distrusse 14 isolati della città e più di 300 negozi. L'ultima vittima dell'attentato dinamitardo morì il 27 aprile del 1990. È stato l'attacco con autobomba più letale in America Latina, prima di essere succeduta dall'attentato di Buenos Aires del 1994 5 anni dopo. Si ritiene che il Cartello di Medellín sia stato il responsabile dell'attacco, in un tentativo di assassinare il direttore del DAS Miguel Maza Márquez, il quale riuscì a scappare illeso. Inoltre, secondo le ricostruzioni, fu lo stesso gruppo ad aver organizzato l'attentato al volo Avianca 203 9 giorni prima.
L'attentato fu l'ultimo di una lunga serie di attacchi contro politici, funzionari e giornalisti colombiani nel 1989, anno che iniziò il 18 gennaio con l'uccisione di 12 funzionari giudiziari a Simacota.